# لاک‌پشت‌گلی‌واران
لاک‌پشت‌گلی‌واران (نام علمی: Kinosternoidea) نام یک بالاخانواده از شاخه طنابداران است.